# Општина Врњачка Бања
Општина Врњачка Бања је општина у Републици Србији у Рашком округу. Највиша тачка општине је врх Љуктен на надморској висини од 1216 метара. По подацима из 2004. општина заузима површину од 239  (од чега на пољопривредну површину отпада 10.273 ha). По подацима из 2008. године територија под шумом у општини Врњачка Бања износи 12.949 ha (од тога је 9.078 ha у државном и 3.871 ha у приватном власништву).
Седиште општине је градско насеље Врњачка Бања. Општина Врњачка Бања поред града Врњачка Бања обухвата још 13 села. Према подацима са последњег пописа 2022. године у општини је живело 25.065 становника (према попису из 2011. било је 27.527 становника).	  У општини се налази 12 основних и 2 средње школе.

## Насељена места
У општини Врњачка Бања има једно градско насеље:
- Врњачка Бања

и 13 сеоских:
| - Вранеши - Врњци - Вукушица - Гоч - Грачац | - Липова - Ново Село - Отроци - Подунавци - Рсавци | - Руђинци - Станишинци и - Штулац |

## Становништво
У општини Врњачка Бања живи 26.492 становника, од којих је велика већина српске националности. Од укупног броја становника 37,3% чини градско становништво док 62,7% чини сеоско становништво. Густина насељености у општини износи 111 становника по квадратном километру. У последњих 40 година приметно је повећање броја становника у општини. Општина Врњачка бања постаје моноцентрична општина (1961. године у центру општине живело је 26% од укупног броја становника, док је 2002. године у центру општине живело 37% становништва).
За општину Врњачка Бања је карактеристично да има механички прилив становништва са простора ван општине, негативан природни прираштај и да се становништво исељава са брдско-планинских простора. Природни прираштај је негативан почев од 1991. године са изузетком 1992. (1,8 промила) и 1996 (0,1 промил) године, док је 2000. године природни прираштај износио чак -4,2 промила. У општини је приметан пораст броја становника у појединим насељима (највише у самој Врњачкој Бањи са 2.335 становника 1948. на 9.877 становника 2002. године), док је у неким другим насељима приметан пад броја становника. Тако је од 1971. до 2002. године забележен пад броја становника у селима Гоч (за 70%), Станишинци (за 49%), Отроци (за 29%) и Врњци (за 26%). Од укупно 22.374 становника општине који имају преко 15 година 10.716 су мушкарци, а 11.658 жене.

### Попис 2011.
Општина је према попису из 2011. године има 27527 становника и углавном је насељена Србима. 
| Етнички састав према попису из 2011.‍ | Етнички састав према попису из 2011.‍ | Етнички састав према попису из 2011.‍ | Етнички састав према попису из 2011.‍ | Етнички састав према попису из 2011.‍ |
| ------------------------------------ | ------------------------------------ | ------------------------------------ | ------------------------------------ | ------------------------------------ |
|                                      |                                      |                                      |                                      |                                      |
| Срби                                 | Срби                                 |                                      | 26.482                               | 96,20%                               |
| остали                               | остали                               |                                      | 1.045                                | 3,79%                                |

Према народности велика већина становништва су Срби (95,52%) а затим следе Роми (0,79%), Црногорци (0,61%) и Југословени (0,30%). Између пописа из 1991. и 2002. године, број неких етничких група се смањио.
Према језичкој структури 97% становништва се изјаснило да им је матерњи српски језик, а после српског највећи број становника се изјаснио да говори ромским језиком (163 становника). (попис 2002)
Према вероисповести око 95% становништва су православци, затим следе атеисти са око 4,7%, потом римокатолици са 69 становника, верници исламске вероисповести са 15 становника, протестанти са 13 становника и један припадник Хари Кришне.

### Образовна структура
У општини Врњачка Бања се налази 12 основних и 2 средње школе. Према степену образовања становништва највише је становника са завршеном средњом школом (43%), потом следе они са завршеном основном школом (23%, углавном старије становништво) и на крају са вишом и високом стручном спремом (10%). На територији општине има 709 неписмених становника старијих од 10 година, посебно женског пола.
|  |

| Демографија | Демографија | Демографија |
| Година      | Становника  | Становника  |
| ----------- | ----------- | ----------- |
| 1948.       | 15.916      |             |
| 1953.       | 17.394      |             |
| 1961.       | 18.820      |             |
| 1971.       | 21.940      |             |
| 1981.       | 24.768      |             |
| 1991.       | 25.875      | 25.275      |
| 2002.       | 26.492      | 27.592      |

## Туризам
У 2007. години у Врњачкој Бањи је забележено 162.452 туриста, од чега је било 151.569 туриста из Србије и 10.883 из иностранства. Ови туристи су остварили 607.603 ноћења, од чега су туристи са подручја Србије остварили 572.273, а инострани туристи 35.330 ноћења. У односу на 2006. годину број посетилаца је порастао за 8% (12.329 посетилаца), а број ноћења за 6% (34.482 ноћења више). Просечна дужина боравка у Врњачкој бањи је износила 3,8 дана за госте из Србије, а 2,6 дана за госте из иностранства.
| -                                 | Јан.   | Феб.   | Март   | Апр.   | Мај    | Јун    | Јул    | Авг.   | Сеп.   | Окт.   | Нов.   | Дец.   | Укупно  |
| --------------------------------- | ------ | ------ | ------ | ------ | ------ | ------ | ------ | ------ | ------ | ------ | ------ | ------ | ------- |
| број посетилаца из Србије         | 6.889  | 4.434  | 10.733 | 12.729 | 21.403 | 21.390 | 19.667 | 15.246 | 12.889 | 14.528 | 6.204  | 5.457  | 151.569 |
| број ноћења домаћих посетилаца    | 26.115 | 16.491 | 29.952 | 46.717 | 58.507 | 74.102 | 78.878 | 83.240 | 58.144 | 52.796 | 26.590 | 20.743 | 572.273 |
| број иностраних посетилаца        | 247    | 225    | 543    | 457    | 2.163  | 1.211  | 1.217  | 1.216  | 1.364  | 806    | 742    | 692    | 10.883  |
| број ноћења иностраних посетилаца | 2.631  | 933    | 1.326  | 1.070  | 4.417  | 3.678  | 4.973  | 5.442  | 4.058  | 3.161  | 1.842  | 1.799  | 35.330  |

Од 2000. до 2007. године сваке наредне године је растао број посетилаца из Србије, сем 2001. и 2004. године, када је број посетилаца опао.
| -                                      | 2000.   | 2001.   | 2002.   | 2003.   | 2004.   | 2005.   | 2006.   | 2007.   |
| -------------------------------------- | ------- | ------- | ------- | ------- | ------- | ------- | ------- | ------- |
| број посетилаца из Србије              | 87.286  | 81.975  | 96.370  | 125.630 | 93.394  | 97.368  | 142.223 | 151.569 |
| број ноћења посетилаца из Србије       | 467.446 | 395.193 | 457.087 | 481.907 | 439.594 | 429.065 | 551.807 | 572.273 |
| број посетилаца из иностранства        | 4.236   | 3.680   | 3.690   | 6.397   | 5.396   | 4.983   | 7.969   | 10.883  |
| број ноћења посетилаца из иностранства | 14.422  | 14.898  | 12.256  | 17.656  | 14.405  | 15.226  | 21.426  | 35.330  |